# Amador (película)
Amador es una película española dirigida por Fernando León de Aranoa.

## Sinopsis
Marcela (Magaly Solier), una mujer inmigrante con graves problemas económicos, encuentra un trabajo como cuidadora de Amador (Celso Bugallo), un señor mayor que no puede moverse de la cama. Día a día, Marcela va ganando el dinero que tanto necesita y Amador disfruta de la compañía que le ha negado su propia familia, surge así entre ellos una conexión especial. Sin embargo, esta conexión tan especial se trunca prematuramente cuando Amador fallece. Desesperada ante la posibilidad de perder su empleo, Marcela se enfrenta a un difícil dilema moral.

## Rodaje
Fernando Léon de Aranoa ambientó la situación de la película en la ciudad de Madrid, en diversos barrios de la capital.